# Cryptosporiopsis balsameae
Cryptosporiopsis balsameae är en svampart som beskrevs av Robak 1950. Cryptosporiopsis balsameae ingår i släktet Cryptosporiopsis och familjen Dermateaceae.   Inga underarter finns listade i Catalogue of Life.